# Марфо-Мариинский монастырь (Белгород)
Ма́рфо-Марии́нский монасты́рь — женский православный монастырь Белгородской епархии Русской православной церкви, расположенный в Белгороде, открытый в 1999 году при Покровском храме.

## Основание и развитие
В 1993 году в Белгороде активизировались работы по восстановлению недействовавшего в течение десятилетий и сильно повреждённого Покровского собора (1791). В январе 1994 года была проведена первая служба во временном храме, а в 1995 году отслужили первую литургию в восстановленном соборе. При храме было решено открыть женский монастырь
28 декабря 1999 года определением Священного Синода Русской Православной Церкви благословлено открытие в Белгороде Марфо-Мариинского женского монастыря.

## Храмы и часовня монастыря

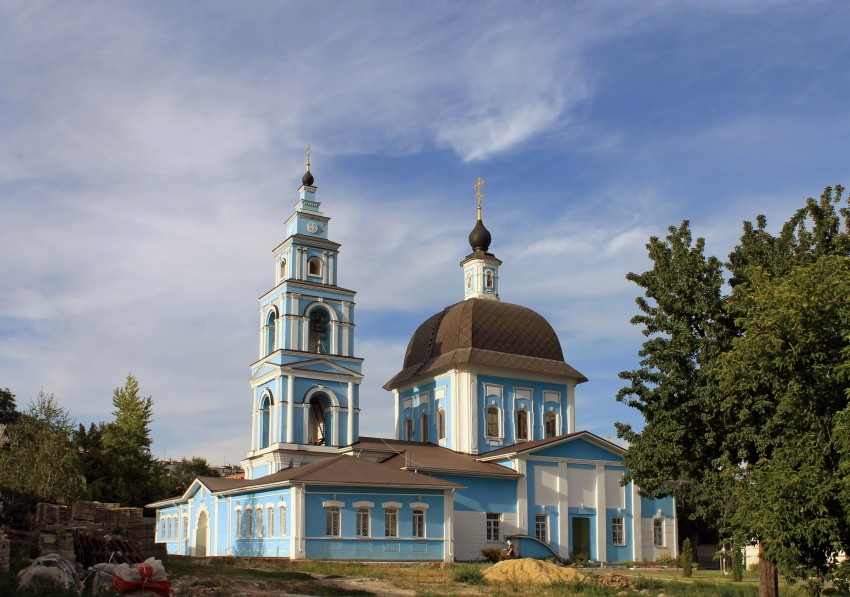
Церковь Покрова Пресвятой Богородицы

На территории монастыря действуют два храма — Покровский и Успенско-Николаевский.
Успенско-Николаевский собор, на постройку которого Пётр I пожертвовал деньги, построен в 1701 году. В начале 1930-х был закрыт и на его территории создан хлебозавод. В 1986 году храм был взят под охрану государства как памятник архитектуры, в 1998 году передан церкви, в 2005 году — восстановлен.
Церковь Покрова Пресвятой Богородицы — одна из старейших церквей в Белгороде, построенная в 1791 году. В 1837 пристроен боковой придел Митрофана Воронежского, в 1865 — Тихона Задонского. Архитектурный стиль — ранний классицизм. После закрытия в конце 1920-х годов, в ней находилась тюрьма, после того, как Белгород стал центром вновь образованной Белгородской области — механические мастерские. В 1991 году русская церковь начала работы по восстановлению и реставрации храма. С 1993 года становится монастырским храмом.

## Настоятели и игумении
- Игумения Серафима (с 27 июля 2016)